# Balgheimer See
Der Balgheimer See ist ein Baggersee bei Dormagen in Nordrhein-Westfalen und seit 1998 Naturschutzgebiet.

## Lage und Beschreibung
Der Balgheimer See liegt im Westen des Gebietes der Stadt Dormagen im Rhein-Kreis Neuss. Direkt im Norden befindet sich der Straberger See, etwa 400 m östlich verläuft die A 57. Das Gewässer wurde nach der verschwundenen hochmittelalterlichen Siedlung Balgheim benannt, welche sich in dessen Nähe befand.
Er ist mit 50 Hektar Wasserfläche der größte See im Kreis. Der See wurde bis zum Jahr 2014 bebaggert. Seitdem ist er der natürlichen Entwicklung überlassen. Nur die Angelnutzung im Rahmen des Angelvereins ist zugelassen.
Die Abgrabung erfolgte durch die inzwischen aufgelöste Rheinkies Nord-West Straberg GmbH, eine Tochtergesellschaft der Rheinkies-Baggerei Wesel Dr. Wolfgang Boettger GmbH & Co KG. Die Kiesgewinnung diente der Versorgung der örtlich ansässigen Betonindustrie, z. B. den Fertigteilwerken Nievenheim und Neuss der DW Beton (heute Berding). Mit dem Kies und Sand wurden tausende von Betonrohren für die Abwasserkanalisation sowie hunderttausende von Bahnschwellen hergestellt. Weitere Mengen wurden an Transportbetonwerke der Umgebung geliefert, von denen aus viele Baustellen im Rheinkreis Neuss, Düsseldorf und Umgebung beliefert wurden.

## Naturschutzgebiet
Die Fläche des gesamten Naturschutzgebietes beträgt 94,24 Hektar und wurde inzwischen vollständig rekultiviert. So wurden die Uferböschungen abgeflacht, verschiedene Sträucher angepflanzt (bspw. Hartriegel, Berg-Ahorn, Pappeln, Weiden und Haseln) und teilweise Samen von Wildblumen-Züchtungen eingesät.
Weiterhin wurde auf einer Insel eine künstliche Steilwand als Nistmöglichkeit für Uferschwalben angelegt, die auch besiedelt ist. Die künstlich angelegten kleineren Gewässer auf der Insel werden von Kreuzkröten besiedelt.